# Plemię (film)
Plemię (ukr. Плем'я / Plemya) – ukraińsko-holenderski dramat kryminalny z 2014 roku w reżyserii Myrosława Słaboszpyckiego, będący jego pełnometrażowym debiutem fabularnym.
Obraz miał swoją światową premierę w sekcji "Międzynarodowy Tydzień Krytyki" na 67. MFF w Cannes, w ramach której zdobył nagrodę główną. Wśród licznych wyróżnień, które reżyser później za obraz otrzymał, znalazła się m.in. Europejska Nagroda Filmowa dla odkrycia roku. Na ekrany polskich kin film trafił 29 maja 2015 roku.

## Fabuła
Akcja filmu rozgrywa się współcześnie w szkole średniej dla głuchoniemych. Serhij to nowy uczeń, który przybywa do szkoły i zamieszkuje w internacie. Chłopak musi się odnaleźć w brutalnej rzeczywistości, w której rząd sprawuje młodociany gang, a przestępczość, napady i prostytucja stanowią dla uczniów codzienność. Warunkiem niezbędnym do przetrwania jest dostosowanie się do obowiązującej hierarchii i zaakceptowanie zinstytucjonalizowanej przemocy. Gdy Serhij zakochuje się w prostytuującej się Ani, która spodziewa się jego dziecka, wydarzenia nabierają coraz bardziej dramatycznego obrotu.
Film nakręcony został w przytłaczającej ciszy, bez ścieżki dźwiękowej, dialogów i napisów – bohaterowie porozumiewali się niemal wyłącznie ukraińskim językiem migowym.

## Obsada
- Hryhorij Fesenko – Serhij
- Jana Nowikowa – Ania
- Roza Babij – Swetka
- Ołeksandr Dziadewycz – Gera
- Iwan Tiszko – Makar
- Ołeksandr Osadczyj – Król
- Ołeksandr Sydelnykow – Sznyr
- Ołeksandr Paniwan – nauczyciel stolarstwa
- Kyryło Koszek – sponsor
- Maryna Paniwan – Nora
- Tetiana Radczenko – dyrektorka
- Liudmyła Rudenko – nauczycielka historii[4]

## Produkcja
Zdjęcia kręcono w Kijowie.